# کوه کلمبیا (کلرادو)
کوه کلمبیا (به انگلیسی: Mount Columbia) یک کوه در ایالات متحده آمریکا است که در شهرستان چافی، کلرادو واقع شده‌است. کوه کلمبیا ۴٬۲۹۰٫۷۲ متر بالاتر از سطح دریا واقع شده‌است.